# Тверской автовокзал
Тверско́й автовокза́л — автовокзал предприятия ОАО «Тверьавтотранс», с которого отправляются автобусы, связывающие Тверь со всеми районными центрами области (за исключением Бологого, где автотранспортное сообщение затруднено в силу недостаточного развития сети автодорог) и некоторыми другими населёнными пунктами Тверской области, а также соседних областей (Пестово), а также транзитные рейсы Москва — Весьегонск. Крупнейший автовокзал области. Наиболее востребованными являются междугородные автобусы от Твери на Бежецк, Конаково, Осташков, Ржев, Торжок, а самым продолжительным по времени — маршрут на райцентр Жарковский, который автобус проходит за 8 часов 25 минут.

Расположен в Центральном районе Твери по адресу улица Коминтерна, дом 10. Находится под управлением ОАО «Тверьавтотранс».
В прошлом «Тверьавтотранс» — государственное унитарное предприятие.